# Myotis sicarius
Myotis sicarius — вид рукокрилих роду Нічниця (Myotis).

## Поширення, поведінка
Проживання: Індія (Сіккім, Західна Бенгалія), Непал. Вид живе в гірських лісах на схилах пагорбів і в долинах.